# Francisco López Contreras
Francisco López Contreras   (Santa Catarina Pinula, 17 de setembre de 1934), conegut com a Pinula pel seu lloc de naixement, és un exfutbolista guatemalenc de la dècada de 1960.
Pel que fa a clubs, destacà a Comunicaciones. Fou internacional amb la selecció de Guatemala.